# Spiniteleia campbelli
Spiniteleia campbelli är en stekelart som beskrevs av Lubomir Masner 1980. Spiniteleia campbelli ingår i släktet Spiniteleia och familjen Scelionidae. Inga underarter finns listade i Catalogue of Life.